# John Thaw
John Edward Thaw (3. ledna 1942, Gorton, Manchester, Spojené království – 21. února 2002,
Luckington, Wiltshire, Spojené království) byl anglický divadelní, filmový a televizní herec. Jeho nejznámější rolí byl Endeavour Morse, hlavní hrdina série televizních detektivek inspektor Morse.
Nedlouhou před svou smrtí byl zvolen nejpopulárnějším britským hercem.